# Van Stadensrus
Van Stadensrus este un oraș din Provincia Free State, Africa de Sud.